# Brand-New Myself 〜僕にできること
「Brand-New Myself 〜僕にできること」（ブラン・ニュー・マイセルフ　ぼくにできること）は、2002年5月1日にリリースされたCHARCOAL FILTERの9枚目のシングル。

## 概要
- オリコン調べによると、累積売上は12万4850枚で自身最大のヒットシングルとなっている。
- 「Don't miss it」「はじけよう」に続き、大塚ベバレジ「MATCH」CMソングに起用された。
- 各アルバムに収録される際、タイトル表記がそれぞれ異なっている。
- カップリングは、グリーン・デイの楽曲「2,000 Light Years Away」のカバー。
- オムニバスアルバム『Gimme MUSIC』には、2006年のリアレンジバージョンが収録されている。

- かつて「MATCH」のCMに出演していた台湾の歌手・女優であるビビアン・スーは、「決定愛你」のタイトルでこの曲の中国語カバーを発表している。

- 元千葉ロッテマリーンズの大塚明外野手や、元東京ヤクルトスワローズの中澤雅人投手の登場曲として使用されていた。

## 収録曲
1. Brand-New Myself 〜僕にできること
2. 2,000 Light Years Away
3. Brand-New Myself 〜僕にできること （instrumental）

### クレジット
- 作詞・作曲：大塚雄三（#1）　Billy Joe Armstrong, Michael Pritchard and Frank Wright（#2）
- 編曲：CHARCOAL FILTER（#1）　亀田誠治（#1, 2）

## 収録アルバム
- MADE IN Hi-High (#1)
- C☆BEST+ Flying Hi-High (#1)
- Gimme MUSIC (#1) - 「Brand-New Myself 2006」として収録
- The Best History of CHARCOAL FILTER (#1) - 「Brand-New Myself 2006」として収録

※「2,000 Light Years Away」は、アルバム未収録。